# ドルトムント工科大学
ドルトムント工科大学（ドイツ語：Technische Universität Dortmund）は、ドイツのノルトライン＝ヴェストファーレン州ドルトムントにある大学。略称はTUドルトムント。1968年にドルトムントの南西に創立された。当初は「ドルトムント大学」と称していたが、2007年に名称が工科大学に変更された。

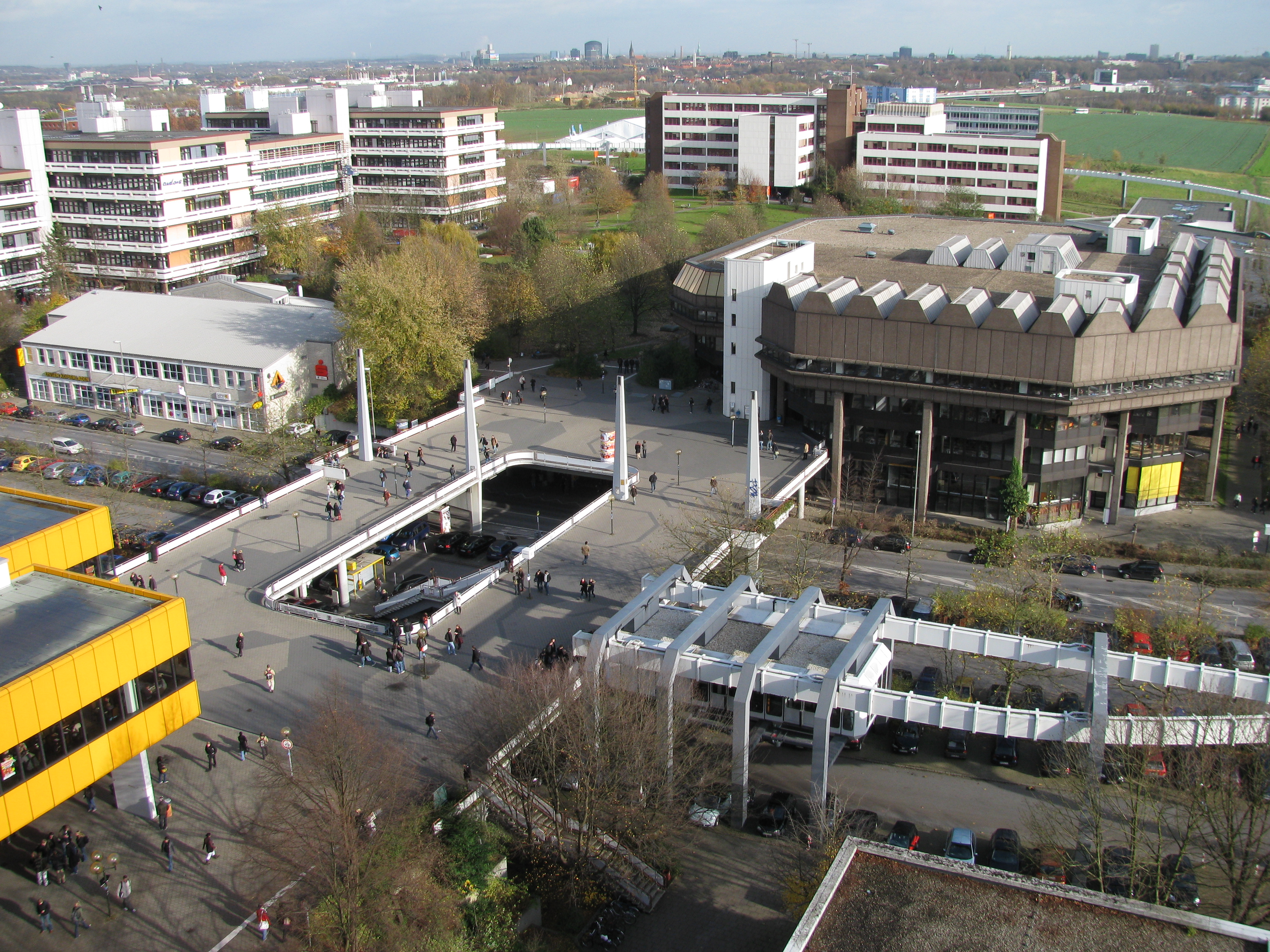
北キャンパスとモノレール終点

キャンパスはドルトムント市の南西部にある。北キャンパスと南キャンパスが約1キロ離れており、その間に無人で走行するモノレール（Hバーン）が設置されている。

## 学部
- 数学部
- 物理学部
- 化学部
- コンピュータ科学部
- 統計学部
- 機械工学部
- 空間計画学部
- バイオ化学とエンジニンアリング部
- 建設学部
- 社会経済学部
- 教育社会学部
- 人文科学と神学部
- 芸術とスポーツ科学部
- 文化科学部
- リハビリテーション学部
- 電気工学と情報技術学部

## 著名な卒業生および講師
- マルティン・シュマイサー - 初代学長、化学者
- コンラート・ツーゼ - ドイツの土木技術者で発明家であり、コンピュータの先駆者。
- ジャック・シュタインバーガー - アメリカ合衆国、スイスで活動した物理学者、1988年に。1988年にノーベル物理学賞を受賞。
- ロトフィ・ザデー - アゼルバイジャンの数学者・電気工学者・計算機科学者・人工知能学者。
- ユリス・ハルトマニス - ラトビアの計算機科学者であり、計算理論を専門とする。
- イェジ・ブゼク - ポーランドの大学教授、政治家
- ユージン・スタンレー - アメリカの物理学者（ハーバード大学、Ph.D）。ボストン大学教授、経済物理学の提唱者。
- ヨハネス・ラウ - ドイツの政治家、所属政党はドイツ社会民主党。ノルトライン＝ヴェストファーレン州の州首相（1978年 - 1998年）。第8代連邦大統領（1999年7月1日‐2004年6月30日。
- カール・ジェラッシ - オーストリアの化学者、小説家、劇作家、元スタンフォード大学名誉教授